# 罗韦尼基 (卢甘斯克州)
罗韦尼基（羅馬化：Rovenky）法理上是乌克兰东部盧甘斯克州罗韦尼基区罗韦尼基市镇内的城市，为该区及该市镇的行政中心；事实上为俄罗斯卢甘斯克人民共和国的直辖市（乌克兰当局已于2020年7月18日废除州辖市的建制）。该市面积21.7平方公里，海拔高度296米，2022年人口数量为45,514人。
该市始建于1705年，1934年获得了城市地位。在苏德战争中曾被纳粹德国占领。该市在2014年顿巴斯战争后由卢甘斯克人民共和国占领至今。

## 当地名人
- 格奥尔基·绍宁：苏联飞行员、宇航员，蘇聯空軍中将。